# Sun Bin

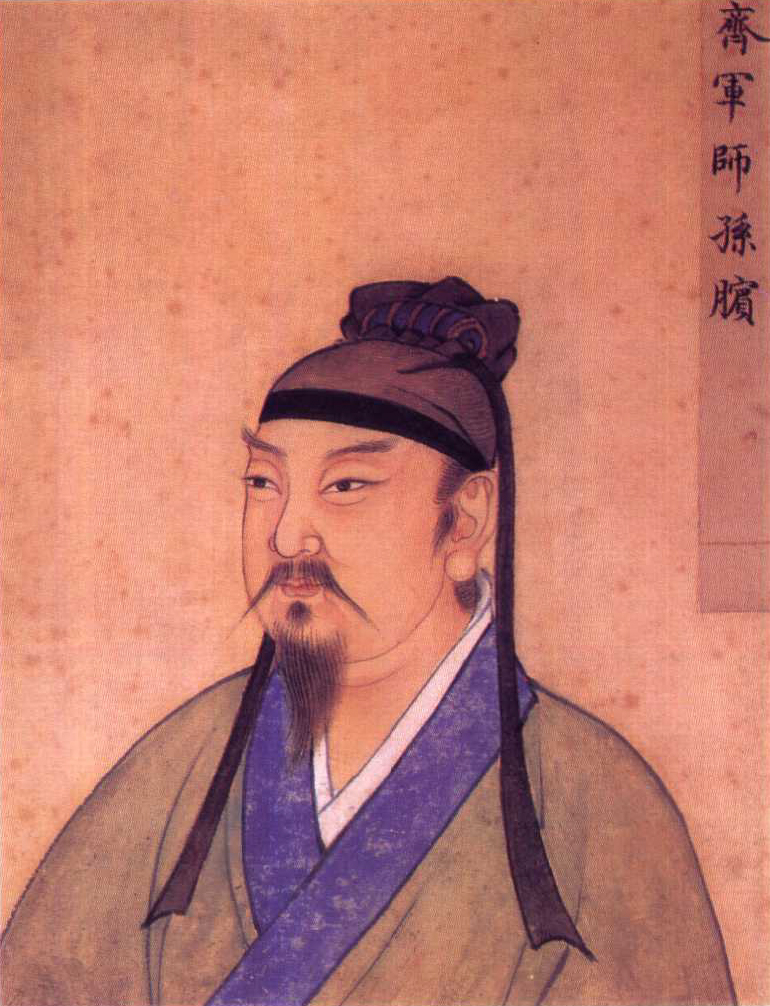
Sun Bin

Sun Bin (chinesisch 孫臏 / 孙膑, Pinyin Sūn Bìn) war ein zu der Zeit der Streitenden Reiche (475–221 v. Chr.) lebender chinesischer Militärstratege und Verfasser des Werkes Sun Bin Bingfa (孫臏兵法 a)), das auch unter dem Namen Qi Sunzi (齊孫子 – „Meister Sun aus Qi bzw. Sunzi aus Qi“ b)) bekannt ist. Das Werk wurde auf Deutsch 1994 veröffentlicht als „Sun Bin über die Kriegskunst“ als Doppelwerk mit dem im Titel erstgenannten und weit bekannteren Grundlagenwerk „Sunzi über die Kriegskunst“.

## Leben

### Frühe Jahre, Verstümmelung durch Pang Juan und erster Krieg
Geboren wurde Sun Bin in einem Gebiet westlich des heutigen Kreises Juancheng (früher Juan) und nordöstlich des heutigen Kreises Yanggu (früher A), die beide in der heutigen Provinz Shandong liegen.
Er ist ein Nachfahre von Sun Tsu (auch Sunzi) und lehrte und dachte auch aus dieser Familientradition heraus. Sun Bin wurde auf Betreiben seines Konkurrenten, Pang Juan, mit dem er die Kriegskunst gelernt hatte, im Reich Wei durch Entfernung der Kniescheiben und Tätowierung des Gesichts verstümmelt.
Sun Bin beriet den General des Reiches Qi, Tian Ji, zunächst erfolgreich 354 v. Chr.–353 v. Chr., als der Staat Qi das vom Staat Wei angegriffene Reich Zhao unterstützte. Auf Sun Bins Rat griff die Armee Qis direkt das wegen des Angriffs weitgehend von eigenen Truppen entblößte Reich Wei an. Den aus Zhao ins Heimatland zurückeilenden Truppen des Aggressors Wei brachten die Truppen Qis bei Guiling (heute westlich des Kreises Changyuan der Provinz Shandong) eine schwere Niederlage bei. Diese Strategie wurde in der Kurzform „Wei angreifen, um Zhao zu retten“ als zweites der so genannten Sechsunddreißig Strategeme im Gedächtnis der chinesischen Kultur aufbewahrt.
Als Tian Ji vom Kaiser zu einem Pferderennen in drei Läufen herausgefordert wurde, gab Sun Bin folgenden Rat. Tian Ji sollte gegen das beste Pferd des Kaisers sein schwächstes Tier einsetzen und gegen das mittelklassige kaiserliche Pferd sein stärkstes. Gegen das schwächste Pferd des Kaisers setzte Tian Ji sein mittelgutes Tier. Tian Ji gewann zwei der drei Läufe. Dem beeindruckten Kaiser erklärte er, er habe Sieg dem Rat Sun Bins zu verdanken.

### Zeit des zweiten Krieges, Rache an Pang Juan
Als im Jahr 340 v. Chr. die Reiche Wei und Zhao das Reich Han angriffen, bat dieses erfolgreich den König von Qi um Hilfe. Erneut marschierten auf Anraten Sun Bins die Streitkräfte Qis in Wei ein. Dabei griff Qi-General Tian Ji auf Rat Sun Bins zu folgender List:
Am ersten Tag ließ der General Kochstellen für eine Zahl von 100.000 Soldaten graben. Am nächsten Tag ließ er Kochstellen für 50.000 Soldaten graben. Nach dem Weitermarsch am dritten Tag ließ er Kochstellen für 30.000 Soldaten graben.
Sun Bins Analyse hatte gelautet: „Die Armeen von Wei, Zhao und Han sind von jeher tollkühn und schauen auf das Reich Qi herab. Sie behaupten, die Leute von Qi sind Feiglinge. Diejenigen, die sich auf Kriegführung verstehen, müssen dies ausnutzen und das Beste aus der Situation machen, um den Gegner in eine Falle zu locken.“
Wei-General Pang Juan glaubte tatsächlich, dass sich die Qi-Armee durch Fahnenflucht auflöste. Er marschierte ihr unter Zurücklassung der Hauptstreitkräfte mit einer Elitetruppe ohne Rücksicht auf Müdigkeit nach, um in diesen vermeintlichen Auflösungsprozess hineinzustoßen und ihn zu beenden.
Sun Bin hatte abgeschätzt, dass Pang Juan am Abend mit seinen Truppen in Maling (heute südwestlich des Kreises Fanxian der Provinz Henan) einen günstigen Ort für einen Hinterhalt erreichen würde. Dort standen beidseits des Vormarschweges (der ja durch die vermeintliche Flucht des Qi-Heeres festgelegt wurde) viele Bäume. Sun Bi ließ eine große Anzahl von Bogenschützen in diesen Waldstücken postieren. Diese erhielten den Befehl, nach Einbruch des Abends auf ein Feuerzeichen hin den Weg unter Beschuss zu nehmen. Sun Bin ließ einem Baum die Rinde abschälen und den so auffällig präparierten Baum beschriften mit dem Satz „Pang Juan wird unter diesem Baum sterben“.
Wie geplant erreichte Pang Juan am Abend den Baum und ließ Feuer anzünden, um den Text besser lesen zu können. Es wird berichtet, noch bevor er den Satz fertig gelesen habe, seien zehntausend Pfeile verheerend über die kleine Elitetruppe hereingebrochen. Pang Juan erkannte in dem entstehenden Chaos, dass es aus der Falle kein Entkommen mehr gab, und stürzte sich in sein Schwert. Damit hatte Sun Bin nicht nur den Sieg für seinen Staat ermöglicht, sondern auch persönlich Rache an dem Mann genommen, der ihn einst verstümmelt hatte.

### Sieg
Nach Vernichtung der Elitetruppe wurde auch das zurückgebliebene Hauptheer Weis völlig aufgerieben und der Feldherr der Wei-Armee, Kronprinz Shen, gefangen genommen. Diese Tat machte Sun Bin berühmt und sein Werk über die Kriegskunst über Generationen hoch angesehen. Dennoch gab es von diesem Werk wenige Abschriften und es ging einige hundert Jahre später nach der Han-Dynastie (Ende 220 n. Chr.) in den Kriegswirren verloren. Nach der Song-Dynastie (endete 1279) glaubten einige Schriftsteller sogar, Wu Sunzi und Qi Sunzi seien dasselbe Buch. Auch die beiden Verfasser wurden von einigen für ein und dieselbe Person gehalten.

## Schriften
Jedoch wurden im April 1972 aus dem Grab Nr. 1 der frühen westlichen Han-Dynastie (206 – 24 v. Chr.) auf dem Berg Yinque im Kreis Linyi, Provinz Shandong sowohl Bambustäfelchen von „Wu Sunzi“, als auch von „Qi Sunzi“ gefunden, so dass bewiesen war, dass es zwei Bücher waren. Das Buch wurde zuerst 1975 auf Chinesisch herausgegeben. Eine korrigierte chinesische Neuauflage erschien 1985.
Die deutsche Übersetzung fertigte Zhong Yingjie, Verlag Volkschina, Beijing 1994, ISBN 7-80065-508-3. Mit der deutschen Ausgabe erschienen auch eine englische und französische Ausgabe.

## Quelle
Die deutsche Ausgabe diente auch als Quelle für die hier gemachten biographischen Angaben.